# Sahagún (Colombia)
Sahagún è un comune della Colombia facente parte del dipartimento di Córdoba.
Il centro abitato venne fondato da Antonio de la Torre y Miranda nel 1776.